# 알베르트 프리드리히 슈페어
알베르트 프리드리히 슈페어(독일어: Albert Friedrich Speer, 1863년 5월 6일 ~ 1947년 3월 31일)는 독일의 건축가이다. 그는 건축가이자 나치 독일의 장관인 알베르트 슈페어의 아버지였고 같은 이름의 다른 건축가의 할아버지였다.
베를린과 뮌헨에서 공부한 후, 그는 만하임에서 건축 회사를 시작했고, 1900년과 1923년 사이에 운영했다. 그의 건물들은 고전적인 스타일과 아르누보이다. 그의 작품 대부분은 만하임에 있으며, 아르누보와 신고전주의 건축의 영향을 받았다.
그는 루이제 마틸데 빌헬미네 옴멜과 결혼하여 알베르트 슈페어를 포함한 세 명의 아들을 낳았다. 화가 콘라트 옴멜은 그의 처남이었고, 그의 딸 에바 판 호보켄은 그의 조카딸이었다.